# Bodog Music Europe
Bodog Music Europe ist ein deutsches Musiklabel.

## Geschichte
Die Bodog Music Europe GmbH hat ihren Sitz in Berlin. 2006 wurde Bodog Music Europe von Jörg Hacker ins Leben gerufen, der bereits seit vielen Jahren in der Musikbranche tätig ist. Zuletzt hatte Jörg Hacker bei Sony Music die Position des Executive Consultant inne und ist nun Managing Director der Bodog Music Europe GmbH. Bodog Music war ursprünglich eine Abteilung des internationalen digitalen Unterhaltungsunternehmens Bodog Entertainment, welches 1994 von dem kanadischen Unternehmer Calvin Ayre gegründet wurde. Nachdem Bodog Music Europe zunächst als europäische Dependance von Bodog Music gegründet wurde, agiert das Label heute als eigenständiges Unternehmen. Internationale Künstler, wie zum Beispiel Wu-Tang Clan, RZA as Bobby Digital oder My American Heart sind exklusiv für den europäischen Markt bei Bodog Music Europe unter Vertrag.

## Ausrichtung
Bei Bodog Music Europe stehen neben renommierten Künstlern, wie dem Wu-Tang Clan, DMX, RZA as Bobby Digital, Overkill, Billy Idol und Bif Naked auch viele Newcomer, wie Fall from Grace, Straight Frank, Serum 114 und Hellsongs unter Vertrag. Somit produziert Bodog Music Europe eine stilistische Bandbreite von Hip-Hop über Metal und Rock bis Punk. Zudem veröffentlicht Bodog Music eine Vielzahl von Soundtracks zu Filmen, wie Little Miss Sunshine, City of Men, Tropic Thunder und Wanted und vielen mehr für den europäischen Markt.